# Temvria
Temvria (em grego:  Τεμβρια) é uma vila localizada no distrito de Nicósia, Chipre. De acordo com o censo de 2011, sua população era de 540 habitantes.